# Tetragnathidae
Tetragnathidae Menge, 1866 è una famiglia di ragni appartenente all'infraordine Araneomorphae.
Il genere Nephila apparteneva a questa famiglia fino al 2006, quando per sue particolari peculiarità è assurto al rango di sottofamiglia, costituendo le Nephilinae, al 2017 facenti parte della famiglia Araneidae.

## Etimologia
Il nome è composto dal greco τὲτρα-, tètra-, prefisso che significa "quattro, quadruplice", γνάθος, gnàthos, cioè "apparato boccale, mascella" (perché l'apparato boccale costituito dai cheliceri è di norma circa quattro volte più grande, in proporzione, di quello degli altri ragni) e dal suffisso -idae, che designa l'appartenenza a una famiglia.

## Caratteristiche
La caratteristica principale di questa famiglia di ragni è di avere zampe molto lunghe, tendenti a essere distese in avanti, e cheliceri anch'essi allungati. Inoltre tessono ragnatele di forma circolare con apertura centrale aperta e movimento a spirale fino a raggiungere i punti di appoggio, caratteristica anche dei Metinae.

## Comportamento
Prediligono luoghi vicini all'acqua, in habitat paludosi e umidi. Durante il giorno vivono al livello del suolo, mentre nelle ore notturne si rifugiano sugli alberi.

## Distribuzione

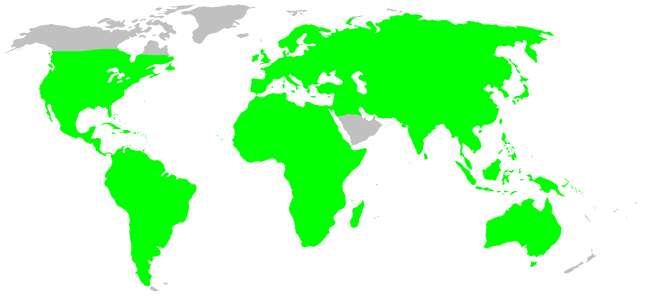
Tetragnathidae, distribuzione

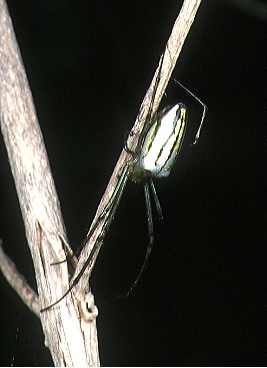
Leucauge blanda, femmina

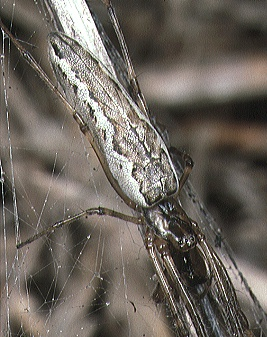
Tetragnatha nitens, femmina

Cosmopoliti, con l'eccezione di parte dell'Arabia Saudita e delle regioni artiche e antartiche.

## Tassonomia
Attualmente, a novembre 2020, si compone di 50 generi e 986 specie, e inoltre sette generi fossili; per la suddivisione in sottofamiglie si segue quella adottata dall'entomologo Joel Hallan:
- Leucauginae

1. Azilia Keyserling, 1881 - dagli USA a Panama, Brasile, Perù, Guyana, Venezuela
2. Dianleucauge Song & Zhu, 1994 - Cina
3. Leucauge White, 1841 - cosmopolita
4. Mecynometa Simon, 1894 - Africa occidentale, Isole Comore, dal Guatemala al Brasile
5. Mesida Kulczynski, 1911 - Penisola indocinese, Nuova Guinea, Filippine, Queensland, Cina
6. Nanometa Simon, 1908 - Australia occidentale
7. Okileucauge Tanikawa, 2001 - Cina, Giappone
8. Opadometa Archer, 1951 - dall'India alle Filippine, Sumatra, Celebes, Isole Salomone, Nuova Irlanda (Papua Nuova Guinea)
9. Opas O. P.-Cambridge, 1896 - Brasile, Perù, Guyana, Messico[3]
10. Pickardinella Archer, 1951 - Messico
11. Tylorida Simon, 1894 - Africa occidentale, Cina, Indonesia, Australia, Giappone

- Metinae

1. Atelidea Simon, 1895 - Giappone, Sri Lanka
2. Chrysometa Simon, 1894 - dal Messico alla Colombia, Cile, Ecuador, Brasile, Venezuela
3. Diphya Nicolet, 1849 - Cile, Argentina, Brasile, Giappone, Corea, Sudafrica, Madagascar, Taiwan
4. Dolichognatha O. P.-Cambridge, 1869 - Africa orientale, Venezuela, Borneo, Congo, Brasile, Thailandia, Guyana, USA
5. Homalometa Simon, 1897 - Costa Rica, Piccole Antille, Panama, Brasile
6. Meta C. L. Koch, 1836 - cosmopolita
7. Metabus O. P.-Cambridge, 1899 - dal Messico all'Ecuador, Guyana francese
8. Metellina Chamberlin & Ivie, 1941 - regione olartica
9. Metleucauge Levi, 1980 - Cina, Corea, Giappone, Taiwan, USA, Russia
10. Nanningia Zhu, Kim & Song, 1997 - Cina
11. Parameta Simon, 1895 - Etiopia, Somalia, Sierra Leone
12. Schenkeliella Strand, 1934 - Sri Lanka
13. Zygiometella Wunderlich, 1995 - Israele

- Tetragnathinae Menge, 1866

1. Antillognatha Bryant, 1945 - Hispaniola
2. Cyrtognatha Keyserling, 1881 - Panama, Argentina, Costa Rica, Giamaica, Brasile, Ecuador
3. Doryonychus Simon, 1900 - Isole Hawaii
4. Dyschiriognatha Simon, 1893 - dal Camerun all'Egitto, dal Bangladesh alla Cina, Filippine, Giappone, Brasile
5. Glenognatha Simon, 1887 - Panama, Guyana, Perù, Isole Marchesi, USA, Canada, Porto Rico, Isole Galapagos
6. Hispanognatha Bryant, 1945 - Hispaniola
7. Mitoscelis Thorell, 1890 - Giava
8. Pachygnatha Sundevall, 1823 - USA, Canada, Russia, Camerun, Etiopia, Spagna, Regione olartica
9. Tetragnatha Latreille, 1804 - cosmopolita

- incertae sedis

1. Alcimosphenus Simon, 1895 - Indie Occidentali[4]
2. Allende Álvarez-Padilla, 2007 - Cile, Argentina, Isole Juan Fernandez
3. Guizygiella Zhu, Kim & Song, 1997 - dall'India alla Cina, Laos, Vietnam
4. Harlanethis Álvarez-Padilla, Kallal & Hormiga, 2020 - Australia (Queensland)
5. Iamarra Álvarez-Padilla, Kallal & Hormiga, 2020 - Australia (Queensland)
6. Mollemeta Álvarez-Padilla, 2007 - Cile
7. Neoprolochus Reimoser, 1927 - Sumatra
8. Orsinome Thorell, 1890 - Cina, India, Nuova Guinea, Nuova Caledonia, Nuova Zelanda, Madagascar
9. Parazilia Lessert, 1938 - Congo
10. Pholcipes Schmidt & Krause, 1993 - Isole Comore
11. Pinkfloydia Dimitrov & Hormiga, 2011 - Australia occidentale
12. Sancus Tullgren, 1910 - Kenya, Tanzania, Isole Azzorre
13. Taraire Álvarez-Padilla, Kallal & Hormiga, 2020 - Nuova Zelanda
14. Tawhai Álvarez-Padilla, Kallal & Hormiga, 2020 - Nuova Zelanda
15. Timonoe Thorell, 1898 - Myanmar
16. Wolongia Zhu, Kim & Song, 1997 - Cina
17. Zhinu Kallal & Hormiga, 2018 - Taiwan, Corea, Giappone

### Generi fossili
- Anameta Wunderlich, 2004 † - fossile, Paleogene
- Balticgnatha Wunderlich, 2011 † - fossile, Paleogene
- Baltleucauge Wunderlich, 2008 † - fossile, Paleogene
- Corneometa Wunderlich, 2004 † - fossile, Paleogene
- Eometa Petrunkevitch, 1958 † - fossile, Paleogene
- Huergina Selden & Penney, 2003 † - fossile, Cretaceo
- Macryphantes Selden, 1990 † - fossile, nei calcari del Cretaceo
- Memoratrix Petrunkevitch, 1942 † - fossile, Oligocene,[5]
- Palaeometa Petrunkevitch, 1922 † - fossile, Paleogene
- Palaeopachygnatha Petrunkevitch, 1922 † - fossile, Paleogene
- Priscometa Petrunkevitch, 1958 † - fossile, Paleogene
- Samlandicmeta Wunderlich, 2012 † - fossile, Paleogene

### Generi trasferiti, inglobati, non più in uso
- Agriognatha[6] O. P.-Cambridge, 1896
- Atimiosa[7] Simon, 1895
- Deliochus[8] Simon, 1894
- Eryciniolia Strand, 1912[9] - Nuova Zelanda
- Leucognatha[10] Wunderlich, 1992
- Menosira Chikuni, 1955[11] - Cina, Corea, Giappone
- Metargyra[12] F. O. P.-Cambridge, 1903
- Mimicosa[13] Petrunkevitch, 1925
- Phonognatha[8] Simon, 1894
- Prionolaema[14] Simon, 1894
- Prolochus Thorell, 1895[15] - Filippine, India, Birmania, Thailandia
- Sternospina[16] Schmidt & Krause, 1993